# Olga Tokarczuk
Olga Nawoja Tokarczuk (AFI: [ˈɔlɡa tɔˈkart͡ʂuk]; Sulechów, 29 gennaio 1962) è una scrittrice polacca.
È una tra gli scrittori polacchi della sua generazione più acclamati e di grande successo commerciale, particolarmente nota per il timbro mistico della sua scrittura. Ha pubblicato raccolte di poesie, vari romanzi e altri libri con opere più brevi.
Insignita di numerosi premi letterari, tradotta in diciannove lingue e vincitrice per ben tre volte del Premio letterario Nike, Olga Tokarczuk ha ottenuto, con i suoi romanzi, un enorme successo sia in Polonia che all’estero. È una delle autrici più popolari in Polonia, per tre anni di fila i suoi libri sono stati votati come i più amati dal pubblico di lettori.
Con l'opera I vagabondi (in Italia edita da Bompiani nel 2018) ha vinto l'International Booker Prize e il 10 ottobre 2019 le è stato conferito il Premio Nobel per la letteratura per l'anno 2018 «per un'immaginazione narrativa che, con passione enciclopedica, rappresenta l'attraversamento dei confini come forma di vita».

## Biografia

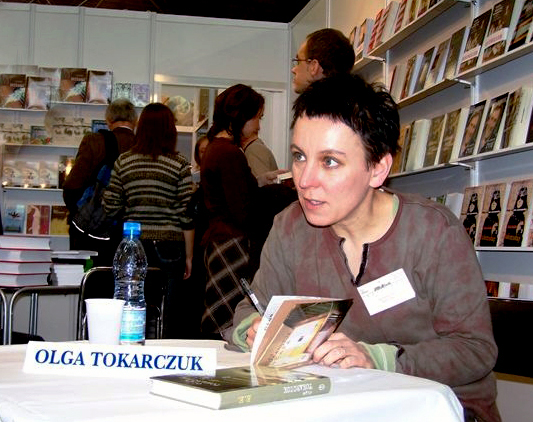
Olga Tokarczuk, Cracovia, 2005

Tokarczuk nasce a Sulechów, vicino a Zielona Góra, in Polonia. Prima di iniziare la sua carriera letteraria, dal 1980 studia psicologia presso l'Università di Varsavia. Durante i suoi studi, fa volontariato in una struttura per adolescenti con problemi comportamentali. Dopo la laurea nel 1985, si trasferisce prima a Breslavia (Wrocław) e successivamente a Wałbrzych, dove inizia a praticare come terapeuta. Tokarczuk si considera una seguace della scuola di Carl Gustav Jung e cita la sua psicologia come un'ispirazione per il suo lavoro letterario. Dal 1998 Tokarczuk vive in un piccolo villaggio vicino a Nowa Ruda, dove ha sede anche Ruta, la sua piccola casa editrice. È membro del partito Partia Zieloni, i "Verdi" polacchi, ed è ideologicamente vicina alla sinistra.
Nel 1989 vede la pubblicazione il primo libro di Tokarczuk, una raccolta di poesie dal titolo Miasta w lustrach (Città allo specchio). Il suo romanzo di debutto, Podróż ludzi księgi (Il viaggio del popolo del Libro), una parabola sulla ricerca di due amanti per il "segreto del libro" (metafora del senso della vita) ambientato nella Francia del XVII secolo, è stato pubblicato nel 1993 e le ha fatto guadagnare immediata popolarità tra pubblico e recensori; con esso vince il premio del Concorso letterario dell'Associazione degli editori polacchi come migliore opera prima di narrativa. Il romanzo seguente E. E. (1996) ha preso il titolo dalle iniziali della sua protagonista, una giovane donna di nome Erna Eltzner, cresciuta in una famiglia borghese tedesco-polacca a Breslavia (la città tedesca che divenne la polacca Wrocław dopo la Seconda guerra mondiale) negli anni Venti, che sviluppa capacità psichiche.
Il terzo romanzo di Tokarczuk, Prawiek i inne czasy (nell'edizione italiana di e/o il titolo fu Dio, il tempo, gli uomini e gli angeli, nell'edizione di nottetempo Nella quiete del tempo), fu pubblicato nel 1996 e divenne un grande successo. È ambientato nel villaggio immaginario di Prawiek ("Alfa" nella prima traduzione italiana) nel cuore della Polonia, popolato da alcuni personaggi eccentrici e archetipici. Il villaggio è custodito da quattro arcangeli, dalla cui prospettiva il romanzo racconta la vita degli abitanti per un periodo di otto decenni, a partire dal 1914. Parallelamente ma stranamente distaccato dalla politica polacca del periodo, descrive il continuum di gioie e dolori umani, che Prawiek sembra contenere come in poche parole. Nella quiete del tempo è stato tradotto in molte lingue e ha marcato la reputazione internazionale di Tokarczuk come una dei più importanti rappresentanti della letteratura polacca della sua generazione. 
Dopo Prawiek i inne czasy il lavoro di Tokarczuk cominciò ad allontanarsi dal genere romanzo per andare verso testi e saggi brevi di prosa. Il suo successivo libro Szafa ("L'armadio", 1997) è una raccolta di tre novelle. Dom dzienny, dom nocny (1998, pubblicato in Italia da Fahrenheit 451 nel 2007 col titolo Casa di giorno, casa di notte), anche se nominalmente un romanzo, è piuttosto un mosaico di racconti, schizzi e saggi legati alla vita passata e presente nella nuova casa dell'autrice da quell'anno, un villaggio nei Sudeti vicino al confine polacco-ceco. Anche se forse fu il più "difficile" libro di Tokarczuk, almeno per chi non conosce la storia dell'Europa centrale, è stato il suo primo pubblicato in inglese, nella traduzione di Antonia Lloyd-Jones per la Northwestern University Press del 2003.
Casa di giorno, casa di notte è stato seguito da una raccolta di racconti brevi - Gra na wielu bębenkach (Suonando su molti tamburi, 2001), e dal saggio Lalka i perła (La bambola e la perla, 2000), sul soggetto del romanzo classico di Bolesław Prus La bambola. Ha anche pubblicato un volume con tre racconti di Natale moderni, insieme ai suoi colleghi Jerzy Pilch e Andrzej Stasiuk (Opowieści wigilijne, 2000). Ostatnie historie del 2004 è un'esplorazione della morte dalle prospettive di tre generazioni. Nel 2007 esce Bieguni (edito in Italia da Bompiani nel 2019 col titolo I vagabondi) dove l'autrice torna all'approccio patchwork di saggio e finzione, il cui tema principale è la vita dei nomadi dell'oggi. Ha vinto sia il premio dei lettori che il premio della giuria del Nike Award 2008 ed è stato tradotto da Jennifer Croft per Fitzcarraldo nel 2017.

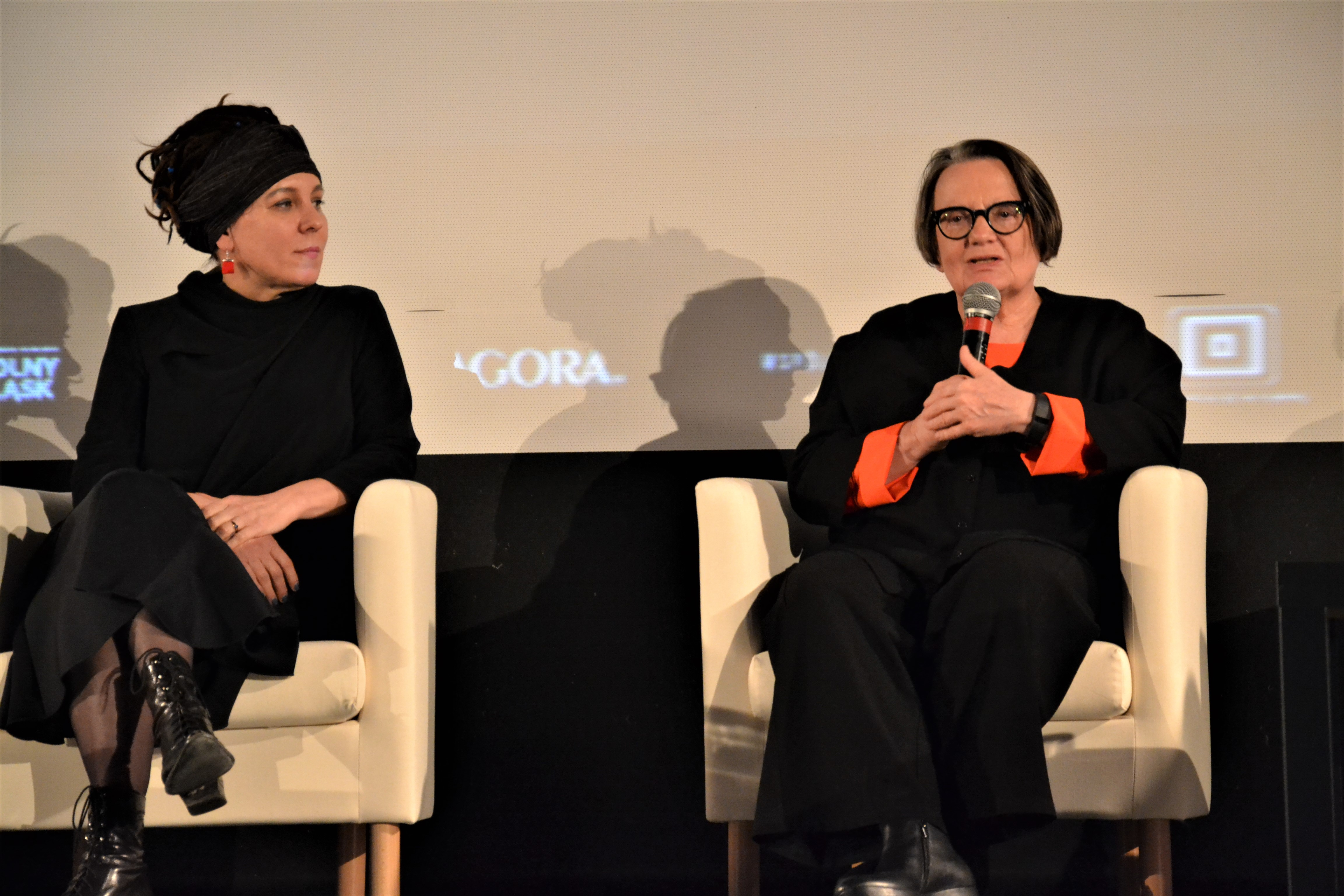
Olga Tokarczuk (a sinistra) e Agnieszka Holland nel 2017

Nel 2009 è stato pubblicato il romanzo Guida il tuo carro sulle ossa dei morti (edito in italiano da nottetempo). È un giallo in cui il personaggio principale racconta la storia dal suo punto di vista: Janina Duszejko, una anziana eccentrica che pratica l'astrologia, spiega una serie di decessi in una zona rurale vicino a Kłodzko, in Polonia, con la vendetta degli animali selvatici contro i cacciatori. Il romanzo pone domande sulla responsabilità degli esseri umani verso la natura. Nel 2014 Tokarczuk ha pubblicato un romanzo epico Księgi jakubowe ("I libri di Jakub") con cui vince un altro premio Nike. Il contesto storico è la Polonia del XVIII secolo e l'Europa centro-orientale e si occupa di un episodio importante nella storia ebraica. Per quanto riguarda le divisioni storiche e ideologiche della letteratura polacca, il libro è stato descritto come un "anti-Sienkiewicz". Acclamato da critica e lettori, ha però ricevuto accoglienza ostile da parte di alcuni circoli nazionalisti, diventando obiettivo di una campagna di odio sul web.

## Posizioni
Tokarczuk è di sinistra, atea e femminista. È stata criticata da alcuni gruppi nazionalisti in Polonia come antipatriottica, anticristiana e promotrice dell'ecoterrorismo. Ha negato le accuse, si è descritta come una "vera patriota" e ha detto che i gruppi che la criticano sono xenofobi e danneggiano la reputazione internazionale della Polonia.
Nel 2015, dopo la pubblicazione di I libri di Jakub, Tokarczuk è stata criticata dall'associazione Nowa Ruda Patriots, che ha chiesto al consiglio comunale di revocare la cittadinanza onoraria della scrittrice di Nowa Ruda perché, come sosteneva l'associazione, aveva offuscato il buon nome della nazione polacca. La tesi di queste persone è stata sostenuta dal senatore Waldemar Bonkowski del Partito Diritto e Giustizia, secondo il quale la produzione letteraria e le dichiarazioni pubbliche di Tokarczuk sono in "assoluta contraddizione con i presupposti della politica storica polacca". Tokarczuk ha affermato di essere lei la vera patriota, non le persone e i gruppi che la criticano, e i cui presunti atteggiamenti e azioni xenofobi e razzisti sono dannosi per la Polonia e la sua immagine all'estero.
Nel 2020, è stata una delle firmatarie insieme ad altri scrittori di spicco come Margaret Atwood, John Banville e John Maxwell Coetzee di una lettera aperta indirizzata alla presidente della Commissione europea, Ursula von der Leyen, esortando l'Unione europea a "prendere misure immediate per difendere i valori europei fondamentali – uguaglianza, non discriminazione, rispetto delle minoranze – che vengono palesemente violati in Polonia" e facendo appello ai polacchi perché il governo smettesse di prendere di mira le minoranze sessuali e a ritirare il sostegno alle organizzazioni che promuovono l'omofobia.

## Premi
Tokarczuk ha vinto numerosi premi letterari sia nazionali che esteri:

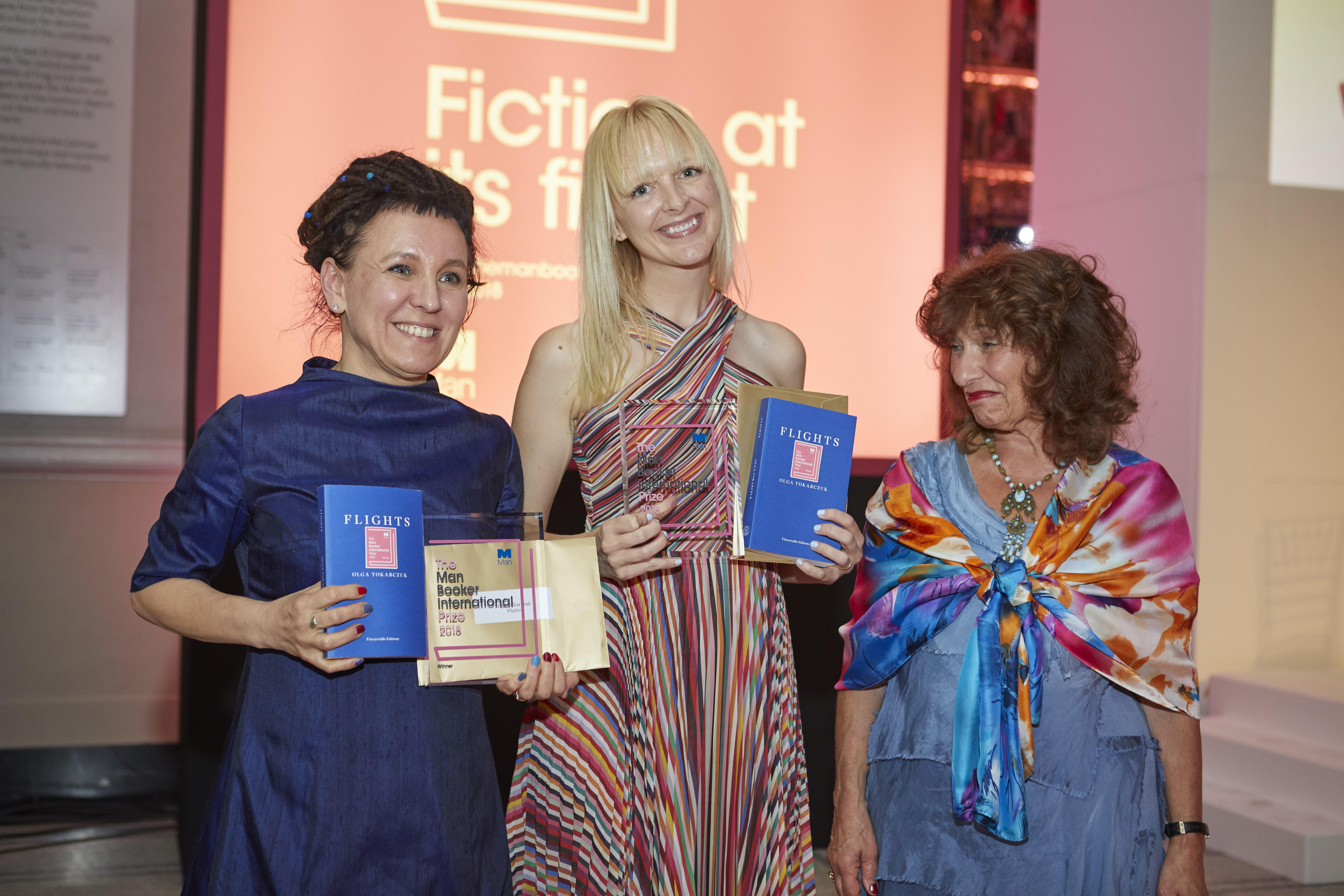
Olga Tokarczuk (a sinistra), Jennifer Croft che ha tradotto Flights e The Books of Jacob, e Lisa Appignanesi, presidente della giuria del Premio internazionale Man Booker 2018

- Podróż ludzi księgi è stato premiato al Concorso letterario dell'Associazione degli editori polacchi come migliore opera prima di narrativa.
- Nella quiete del tempo ha vinto nel 1997 il prestigioso premio della Fondazione Kościelski[14].
- Bieguni (edito in Italia nel 2019 da Bompiani col titolo I vagabondi) ha vinto nel 2008 il premio Nike, tra i premi più importanti della letteratura in Polonia, e nel 2018 il Man Booker International Prize (l'edizione in inglese aveva il titolo Flights)[15]. Ha vinto il premio Vilenica nel 2013.
- Il romanzo Księgi jakubowe ("I libri di Jacob") ha ricevuto un premio nell'edizione 2015 del premio Nike. Sempre nel 2015 Tokarczuk ha ricevuto il premio internazionale del ponte tedesco-polacco, riconoscimento a persone particolarmente attive nella promozione della pace, dello sviluppo democratico e della reciproca comprensione tra i popoli e le nazioni dell'Europa[16][17].
- Le è stato attribuito, il 10 ottobre 2019, il Premio Nobel per la Letteratura del 2018: «per la sua immaginazione narrativa che, con passione enciclopedica, rappresenta l'attraversamento dei confini come forma di vita».

## Adattamenti
- Il film Pokot (2017) di Agnieszka Holland è stato tratto dal romanzo di Olga Tokarczuk Guida il tuo carro sulle ossa dei morti ed ha vinto Premio Alfred Bauer.
- Da un suo racconto contenuto nella raccolta Che Guevara e altri racconti (Gra na wielu bębenkach) è invece stato tratto il film Żurek di Ryszard Brylski[18].

## Opere
- Miasta w lustrach, Okolice, 1989

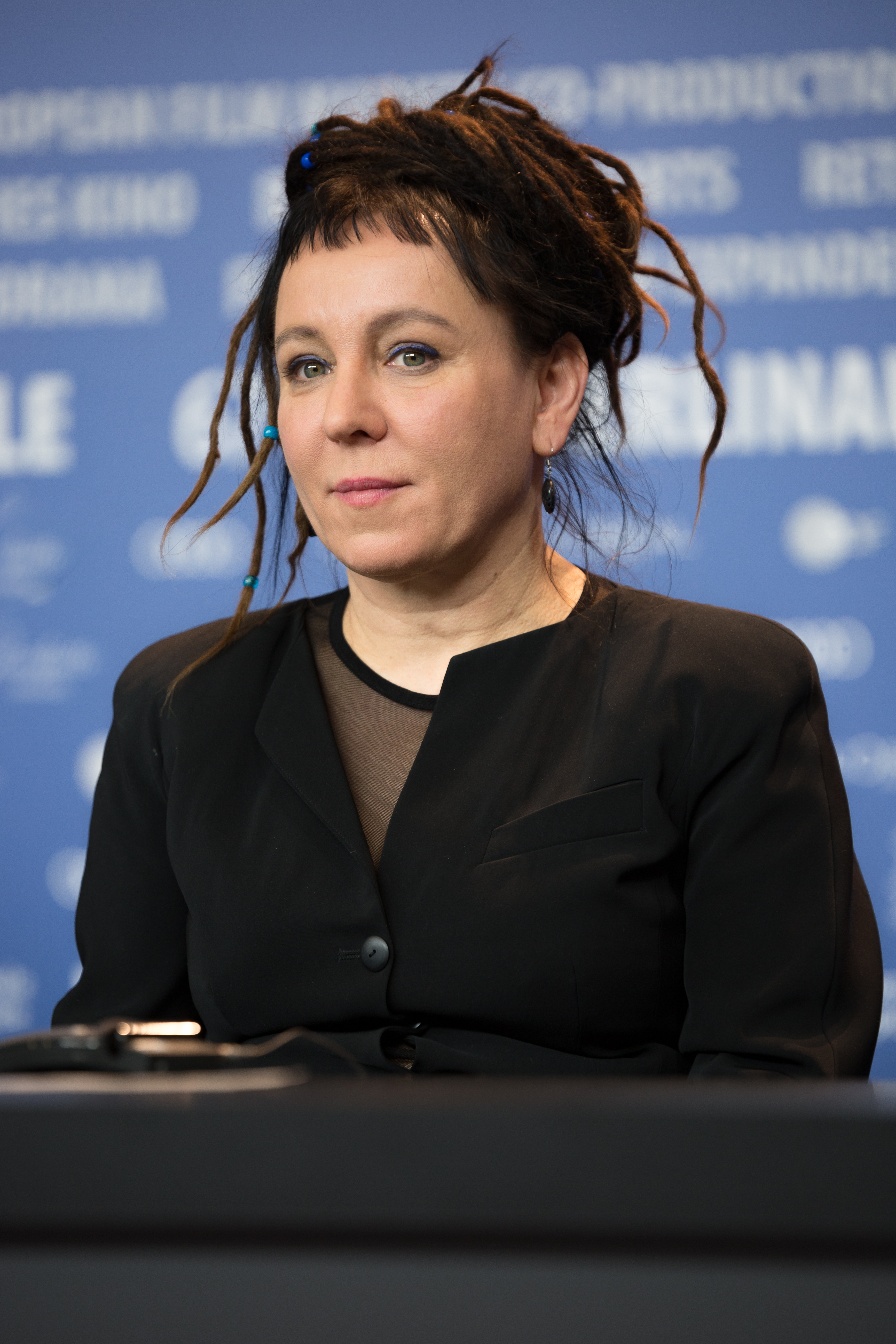
Olga Tokarczuk alla Berlinale 2017

- Podróż ludzi księgi, Przedświt, 1993
- E. E., Warszawa: PIW, 1999
- Prawiek i inne czasy, W.A.B., 1996
  - Dio, il tempo, gli uomini e gli angeli, Edizioni e/o, 1999; Nella quiete del tempo, Nottetempo, 2013; Bompiani, 2020

- Szafa, UMCS, 1997
- Dom dzienny, dom nocny, Wałbrzych: Ruta, 1998
  - Casa di giorno, casa di notte, Fahrenheit 451, 2007; Bompiani, 2021

- Opowieści wigilijne, Ruta/Czarne, 2000 (con Jerzy Pilch e Andrzej Stasiuk)
- Lalka i perła, Wydawnictwo Literackie, 2000
- Gra na wielu bębenkach, Ruta, 2001
  - Che Guevara e altri racconti, Forum, 2006

- Ostatnie historie, Cracovia, Wydawnictwo Literackie, 2004
- Anna In w grobowcach świata, Cracovia, Znak, 2006
- Bieguni, Cracovia, Wydawnictwo Literackie, 2007
  - I vagabondi, Bompiani, 2019

- Prowadź swój pług przez kości umarłych, Wydawnictwo Literackie, 2009
  - Guida il tuo carro sulle ossa dei morti, Nottetempo, 2012; Bompiani, 2020

- Moment niedźwiedzia, 2012
- Księgi Jakubowe, Wydawnictwo Literackie, 2014
  - I libri di Jakub, Bompiani, 2023

- Zgubiona Dusza, Wrocław, Wydawnictwo Format, 2017
  - L'anima smarrita, TopiPittori, 2017

- Opowiadania bizarne, Wydawnictwo Literackie, 2018
- Empuzjon, Wydawnictwo Literackie, 2022

## Articoli e dissertazioni
- Ewa Sławek: Nella quiete del tempo di Olga Tokarczuk nella prospettiva della linguistica culturale ed ecologica. “Fabrica Litterarum Polono-Italica" 2022 nr 1 (4)[19].